# Comitatul St. Paul, Alberta
Comitatul St. Paul, din provincia Alberta, Canada este un district municipal, amplasat la coordonatele 53°59′34″N 111°17′50″W / 53.992778°N 111.297222°V. Districtul se află în Diviziunea de recensământ 12. El se întinde pe suprafața de 3,296.72 km2  și avea în anul 2011 o populație de 5,831 locuitori.
Cities Orașe
--
Towns Localități urbane
- Elk Point
- St. Paul

Villages Sate
- Horseshoe Bay

Summer villages Sate de vacanță
--
Hamlets, cătune
- Ashmont
- Heinsburg
- Lafond
- Lindbergh
- Lottie Lake
- Mallaig
- Riverview
- St. Edouard
- St. Lina
- St. Vincent

Așezări
- Abilene
- Angle Lake
- Armistice
- Bayview Beach
- Bellevue Subdivision
- Boscombe
- Boyne Lake
- Cameron Cove
- Clarksville
- Cork
- Crestview Beach
- Edouardville
- Ferguson Flats
- Floating Stone
- Foisy
- Frog Lake
- Glen Haven
- Glen On The Lake
- Gratz
- Hillside Estates
- Lac Bellevue
- Lac Canard

|
Localities continued
- Lake Eliza
- Linkewich Trailer Court
- Lower Therien Lake
- McLeod Beach
- McRae
- Middle Creek
- Muriel
- Northern Valley
- Norway Valley
- Owlseye
- Owlseye Lake
- Pine Meadow
- Plateau Estates
- Pratch Subdivision
- Primrose
- Primula
- Springpark
- St. Brides
- St. Paul Beach
- Sugden
- Sunset Beach
- Terence View Estates
- Whitney Lake Mobile Home Park

1. 1 2  Population and dwelling counts, for Canada, provinces and territories, and census subdivisions (municipalities), 2016 and 2011 censuses – 100% data (în engleză), 20 februarie 2019